# 久米義広
久米 義広（くめ よしひろ）は、戦国時代の武将。細川氏の家臣。阿波国芝原城主。三百貫。

## 略歴
天文21年（1552年）8月、一族とされ、娘婿の三好実休が、妻の兄である阿波守護・細川持隆を殺害したことに激怒し、実休を討つために天文22年（1553年）初めに野田山城主・野田内蔵助、英城主・仁木日向守高将、佐野須賀城主・佐野丹後守、蔵本城主・小倉重信らと共に軍事行動を起こした。
実休の妹婿・小笠原成助を攻撃するなどしたが、やがて三好実休が3,000兵を率いて進撃してきた（鑓場の戦い）。野田内蔵助が討たれるなど乱戦になり、義広らも討死した。
子の義昌が後を継いだ。